# Wechselmagazin
Wechselmagazin ist ein Begriff aus der Fotografie bzw. aus der Kinematografie und bezeichnet einen Behälter für Filmmaterial.

## Begriff
Kamerahersteller wie beispielsweise Hasselblad und Mamiya bieten Mittelformatkameras mit Wechselmagazinen an. Auch für Kleinbildkameras gab es entsprechende Modelle von Rollei und Zeiss Ikon, die allerdings keine weite Verbreitung fanden. In ein solches Magazin wird bei Mittelformatkameras ein Rollfilm eingespult. 
Betrachtet man den Aufbau einer Kamera des oben genannten Typs, dann besteht die Kamera aus einem Objektiv, einem Kameragehäuse und einem Wechselmagazin. Das Magazin ist somit ein zusätzliches Element nur für den Film. Es gewährleistet die Planlage und den Filmtransport. Der Verschluss eines Wechselmagazins gegenüber Lichteinfall erfolgt durch einen Schieber oder ein Rollo.
Auch bei Fachkameras wird mit Wechselmagazinen gearbeitet. Dort kann wahlweise eine Mattscheibe durch Planfilmkassetten, Rollfilmmagazine oder digitale Rückteile ausgetauscht werden.
In der Kinematografie werden heute nur noch Kameras mit Wechselmagazinen ausgestattet. Sie können lediglich die Filmspulen aber auch Teile des Filmtransports enthalten.

## Wozu ist ein Wechselmagazin gut?
Bei der Kleinbildfotografie befindet sich der Film meist direkt im Kameragehäuse. Einige der Gründe, weshalb dies bei Mittelformatkameras nicht so gehandhabt wird, werden im Folgenden erläutert. Dabei handelt es sich zugleich um die Darstellung der Vorteile eines Wechselmagazins.

### Arbeiten mit unterschiedlichen Filmen
Durch die Wechselmöglichkeit von Magazinen kann der Fotograf mit unterschiedlichem Filmmaterial arbeiten. Er ist also flexibel was zum Beispiel die Filmempfindlichkeit betrifft oder wenn er von einem Motiv gerne eine Farbaufnahme und eine Schwarzweißaufnahme hätte. Verglichen mit der Kleinbildfotografie entfällt hierbei sogar das lästige Rückspulen und Wechseln des Filmes.

### Arbeiten mit dem Zonensystem
Das Zonensystem zur präzisen Steuerung der Tonwerte dürfte für einen Großteil der Mittelformatfotografen der Hauptgrund für den Einsatz von Wechselmagazinen sein. Denn nur so ist der Fotograf in der Lage für jeden Motivkontrast die passende Belichtungseinstellung und somit das mit dem passenden Film geladene Magazin zu wählen.

### Ein Wechselmagazin kann drehbar sein
Für Mittelformatkameras im quadratischen Aufnahmeformat 6 cm × 6 cm ist es ohne Bedeutung, da es hier kein Quer- oder Hochformat gibt. Allerdings bietet es für die nicht quadratischen Formate von 4,5 cm × 6 cm bis 6 cm × 9 cm immense Vorteile, wenn das Magazin drehbar ist, insbesondere bei der Arbeit mit einem Lichtschachtsucher. Eine Mittelformatkamera bringt im Verhältnis zu einer Kleinbildkamera wesentlich mehr Gewicht auf die Waage und ist aufgrund ihrer Maße wesentlich unhandlicher. Da erleichtert es einem Fotografen die Arbeit ungemein, wenn er die Kameraposition nicht ändern muss, sondern nur das Magazin dreht, um von Quer- auf Hochformat zu wechseln. Beispiele für Kameras mit drehbaren Magazinen sind die Mamiya RB67/RZ67, Fuji GX680, Rollei 6008 und Hy6 (mit 6 cm × 4,5 cm-Magazinen) wie auch Linhof Technika.

### Verwendung von Sofortbildfilmen
Für verschiedene Kameras, insbesondere wiederum Mittelformatkameras, aber auch Kleinbildkameras, die nicht für Wechselmagazine konstruiert waren, aber über eine abnehmbare Kamerarückwand verfügten (z. B. die Nikon F2), gab es Wechselmagazine für Sofortbildfilme, die unmittelbar eine Beurteilung der Bildwirkung gestatteten.

### Erleichterte Digitalumrüstung
Die Möglichkeit, den "Filmteil" einer Kamera abzunehmen, gestattete es, für Mittelformatkameras nachträglich Digitalrückteile zu entwickeln, die den Einsatz auch älterer Kameras als Digitalkamera gestattet. Im Gegensatz dazu müssen Kleinbildkameras in der Regel als Ganzes gegen digitale Kameras ausgetauscht werden. Eine Nachrüstmöglichkeit gab bzw. gibt es nur bei der Leica R8/R9 und einigen älteren Nikon-Modellen (von Kodak). Die Synchronisation von Kameraverschluss und Digitalrückteil sowie der Abstand zwischen Schlitzverschluss (bei Kameras wie der Hasselblad 2000er Reihe) und Filmebene bereiten allerdings bei einigen Modellen Probleme.

## Nachteile von Wechselmagazinen
Ein Nachteil von Wechselmagazinen ist das zusätzliche Gewicht. Es gibt Fotografen, die mit drei oder sogar mehr Magazinen arbeiten, die jeweils ca. 500 g wiegen. Außerdem bietet ein weiteres Kameragehäuse bei kritischen "Shootings" eine bessere Redundanz als ein Magazin. Die Verbindung zwischen Kamera und Magazin erfordert eine aufwendigere (und präzisere) Mechanik und Elektrik als bei festem Filmkompartiment, was zu höheren Kosten und potentieller Fehleranfälligkeit führt. 